# Іллічевський Сергій Олімпійович
Іллічевський Сергій Олімпієвич 5 вересня 1895 — 1961 (?)
С. О. Іллічевський народився в м. Усмань Тамбовської губернії (Росія) 5 вересня 1895 р. в сім'ї геолога Олімпія Олександровича Іллічевського. Сім'я незабаром переїхала до Полтави, де О. А. Іллічевський став секретарем Полтавського товариства сільського господарства, відомим громадським діячем. Від батька передався Сергію інтерес до ботаніки. З 1914 по 1917 рр. він навчався на природничому відділенні фізико-математичного факультету Київського університету. Навчання закінчити не встиг. Вищу освіту здобув пізніше, закінчивши в 1923 р. природниче відділення Полтавського інституту народної освіти.
У 1918 р. працює в Полтавському краєзнавчому музеї, разом з батьком бере активну участь в організованому в 1918 р. В. І. Вернадським і В. Ф. Ніколаєвим Полтавському товаристві любителів природи. Одним зі своїх головних завдань Товариство ставить охорону природи, і Сергій Олімпієвич переймається цією ідеєю на все життя.
Від 1919 до 1925 року С. О. Іллічевський працює агрономом на Полтавській сільськогосподарській станції. У 1931 р. він удостоєний звання професора ботаніки.
У 1937 р. С. О. Іллічевський став кандидатом біологічних наук.
Помер С. О. Іллічевський за неточними даними в 1961 р.

## Природохоронна діяльність
У 1927 року, за дорученням Харківської крайової інспектури Українського комітету охорони пам'яток природи, вивчав цілинні степи на Полтавщині. За наслідками обстеження С. О. опублікував протягом 1927—1929 років шість ґрунтовних статей з описом цілин, що потребують заповідання.
У 1932—1933 роках працював ботаніком в заповіднику Асканія-Нова, потім, з 1934 і по 1936 рік — у Чорноморському заповіднику. Саме С. О. опублікував низку перших ботанічних розвідок з території заповідника. У післявоєнний період Іллічевського знову пропонували на посаду ботаніка у заповіднику, проте директор М. А. Бузов відмовив у такому призначенні, оскільки під час війни С. О. був вивезений німцями до Львіщини. Тим не менше, Іллічевський однаково продовжував публікувати матеріали про рослинність Чорноморського заповідника.
У цей же час у Полтаві органи НКВС заарештовали активного природоохоронця, зав. відділом природи Полтавського краєзнавчого музею зоолога М. І. Гавриленка. С. О. Іллічевський зайняв його місце і відразу включається, як член Українського комітету охорони пам'яток природи, в боротьбу за полтавські заповідні об'єкти. Вчений активно протистояв потугам господарників, які бажали розорати на Полтавщині останні шматки цілинного степу. 1928 року він писав: «Я підкреслюю, що без енергійних заходів, через два роки, при такому темпі знищення, про наші цілинні степи залишаться тільки спогади, за що майбутні покоління нам, звичайно, не подякують».
С. Іллічевський, подібно на ідей Г.Конвенца, пропонував останні цілини Полтавщини передати під охорону науковим установами і зовсім не говорить про потребу їхнього заповідання.
1935 року С. О. Іллічевський підбив підсумок проведеним дослідженням, подав висновки в роботі «Про заснування групи заповідників в Харківській області УРСР». Вчений запропонував організувати комплекс з дев'яти природоохоронних територій, які, на його думку, найбільш повно відбивали різноманіття природи лісостепу. Окрім 9 вже існуючих заповідників місцевого значення, що на той час були розпорошені між різними державними органами, Іллічевський запропонував заповідати ще низку цінних природних територій. Управління всіма ними він запропонував зосередити у Полтаві. Значимість описаних Іллічівським степових заповідників підтверджена відомим ботаніком Ю. Д. Клеоповим. У складні часи репресій 1937 С. О. Іллічевський обстежував заповідні ділянки Полтавській області (Парасоцький ліс, Перещепинське болото) і відстоюєвав доцільність їх існування. У результаті, серед ряду об'єктів природи статус заповідників обласного значення отримали Карлівська цілина, Малоперещепинська болото і Парасоцький ліс.
Цікавим моментом є те, що 1936 року він посилається у публікаціях на праці УКОПП, що на той час.
Збереглись відомості про ситуацію, коли він приїхав до голови одного з райвиконкомів з проханням не віддавати під оранку цілину колишнього Карлівського заповідного степу, той грубо відповів: «Що захочемо, то й зробимо, захочемо — розоремо цілину». Як раз в цей час відбувалася адміністративна організація Полтавської області, і С. О. Іллічевському вдається домогтися в грудні 1938 р. рішення Полтавського облвиконкому про підтвердження заповідного статусу трьох природних об'єктів області.
Перед війною вчений деякий час працює в Нікітському ботсаду, потім у Полтавському педінституті. Під час війни був вивезений німцями у Львівську область. Після війни — працював у Київському ботсаду АН УРСР, з 1949 року — знову в Асканії-Нова. З 1955 по 1959 рік — у дендропарку Софіївка..
У перші повоєнні роки Сергій Олімпієвич обстежує цілину в Чорноморському заповіднику, публікує статті про заповідники у центральній та республіканській пресі, по цій же темі робить доповіді серед науковців.

## Наукові праці
- Іллічевський С. Цілинні степи південної Полтавщини // Тр. сільськогосп. ботаніки. 1927. — Т. 1, вип. 3.
- Іллічевський С. Обслідування цілинних степів в Полтавщині // Охорона пам'яток природи на Україні. — 1928. — Т. 2.
- Іллічевський С. Цілинні степи Полтавщини та їх охорона // Вісник природознавства. — 1929. — № 1-2. — С. 58-60.
- Илличевский С. О. Целинные степи Полтавского края // Природа. — 1930. — № 5. — С. 552—558.
- Илличевский С. О. Об учреждении группы заповедников в Харьковской области УССР // Сов. ботаника. — 1936. — № 1. — С. 168—171.
- Илличевский С. О. Растительный мир Черноморских заповедников // Природа и соц. х-во. — 1941. — № 8. — С. 89-95.
- Илличевский С. О. Реликты островов и побережья северо-западной части Черного моря // Сов. ботаника. — 1941. — № 4. — С. 89-95.
- Илличевский С. Черноморский заповедник // Соц. земледелие. — 1945. — № 181, 27 декабря.
- Іллічевський С. Чорноморський заповідник // Рад. Україна. — 1946, 29 березня.

## Про нього
- Листування С. Іллічевського з В. І. Вернадським  [Архівовано 26 лютого 2019 у Wayback Machine.]
- Архів Президіуму АН України. Особиста справа Іллічевського С. О., лл. 1-28.
- Архів Полтавського областного краєзнавчого музею, д. П-2, № 5, лл. 1-8.
- Документи з історії Центрального пролетарського музею Полтавщини, 1992, Полтава, 138 стор.
- Дрогобыч Н. Е. Ботаник Сергей Илличевский: вехи биографии в документах и

комментариях / Н. Е. Дрогобыч, В. Н. Самородов // Мат. 6-ї Всеукр. наук.
конф. «Актуальні питання історії науки і техніки»: 11-12 жовт. 2007 р. — Полтава,
2008. — С. 58-65;
- Русские ботаники, Биографо-библиограф. словарь. — М.: МОИП, 1950. — Т. 3. — С. 444—446.
- ЦДАВО України, ф. 166, оп. 12, спр. 2936, лл. 1-7.